# Bitka kod Alalije
Alalija je bila grčka kolonija na istočnoj obali Korzike, blizu ušća rijeke Tavignano (današnja Aleria), osnovana oko 565. godine pr. Kr. od Grka, koji su se doselili iz maloazijske Fokeje. Nagli procvat kolonije i uspješno piratstvo njenih stanovnika ugrozili su Etruščane i Kartažane, tadašnje gospodare Sardinije. Ujedinjujući svoje flote, Kartažani i Etruščani su oko 540. godine pr. Kr. napali Grke u vodama Alalije. 
Po Herodotu, 60 grčkih brodova pobijedilo je nadmoćnije etruščansko-kartaške snage (120 brodova), ali su pritom pretrpjeli tolike gubitke da se više nisu mogli održati na Korzici. Drugim riječima, grčke su snage bile poražene. Preživjeli Grci su pobjegli na zapadnu obalu Italije, u Eleju, danas Castellamare di Bruca. 
Pobjeda Etruščana i Kartažana odjeknula je cijelim Sredozemljem. Naime, ako izuzmemo pobjedu faraona Ramzesa III. nad Morskim narodima 1200. pr. Kr. kod ušća Nila, bitka kod Alalije bila je prva velika pomorska bitka u povijesti.
Zbog pobjede kod Alalije, Kartažani su stekli potpunu vlast nad morem između Sardinije, Afrike i Španjolske. Etruščanima je to bio zadnji veliki uspjeh, jer su ih Grci kasnije izgurali iz Tirenskog mora.